# Milena Tscharntke
 (janvier 2025).
Si vous disposez d'ouvrages ou d'articles de référence ou si vous connaissez des sites web de qualité traitant du thème abordé ici, merci de compléter l'article en donnant les références utiles à sa vérifiabilité et en les liant à la section « Notes et références ».
Milena Tscharntke (née le 3 avril 1996 à Hambourg-Sasel) est une actrice allemande.

## Biographie
Milena Tscharntke est la fille de l'actrice Andrea Lüdke. Elle va au Carl-von-Ossietzky-Gymnasium à Hambourg jusqu'à l'abitur en 2014.
À huit ans, elle joue son premier rôle en 2004 dans le téléfilm Stubbe – Von Fall zu Fall: Tödliches Schweigen. Elle a une plus grande renommée dans le rôle d'Anastasia pour 17 épisodes de la série pour enfants Bernd das Brot en 2007 et 2008.
En 2009, Tscharntke fait sa première apparition dans un film, Charlotte et sa bande : vers l'âge adulte. En 2015, elle tient le rôle féminin principal dans Bruder vor Luder. En 2018, elle joue le rôle de Mia dans la web-série Druck, l'adaptation allemande de la série norvégienne Skam.
Pour sa performance d'actrice dans le drame télévisé Alles Isy, dans lequel elle incarne l'héroïne Isy, elle reçoit la Goldene Kamera et le Studio Hamburg Nachwuchspreis en 2019.
Depuis 2015, elle fait partie de la troupe de théâtre Reset du théâtre Thalia de Hambourg.

## Filmographie

### Cinéma
- 2009 : Charlotte et sa bande : vers l'âge adulte
- 2010 : L'Enfant de la jungle (de)
- 2015 : Bruder vor Luder (de)
- 2016 : Radio Heimat
- 2018 : Ende Neu
- 2018 : Raus
- 2019 : Bonnie & Bonnie (de)
- 2020 : Molly
- 2022 : The Privilege

### Télévision & Internet
- 2004 : Stubbe – Von Fall zu Fall (de): Tödliches Schweigen
- 2004 : Die Gerichtsmedizinerin (de): Per Anhalter in den Tod
- 2006 : Schuld und Unschuld
- 2007–2008 : Bernd das Brot (de)
- 2011–2013 : Sturmfrei (de)
- 2017 : SOKO Leipzig – Der einzige Ausweg
- 2017 : Notruf Hafenkante – Amok
- 2018 : Der Lehrer - Ich bin 'ne wandelnde Sonnenuhr
- 2018 : SOKO Hamburg - Tod in der Schleuse
- 2018 : Alles Isy (de)
- 2018 : Wo kein Schatten fällt
- 2018–2019 : Druck (de)
- 2019 : Alerte Cobra : Les gardiens d'Engonia
- 2019 : Nous, la Vague